# Nordino Mussa
Nordino Mussa (16 marzo 1994) è un canoista mozambicano.

## Biografia
Ha gareggiato ai campionati mondiali di Seghedino 2019, chiudendo sesto nella finale B del C2 200 metri.
Ai Giochi panafricani di Rabat 2019 ha vinto la medaglia d'oro nel C-2 200 metri, in coppia col connazionale Tualibudine Mussa.

## Palmarès
- Giochi panafricani
- Rabat 2019: oro nel C-2 200 metri;